# Дагды (приток Кабаньей)
Дагды — река на севере Тернейского района, на северо-востоке Приморского края в России. Исток находится вблизи главного водораздела Сихотэ-Алиня на высоте около 1100 м.
Течёт на восток и впадает в реку Кабанья в 27 км от её устья. Длина реки 41 км. Площадь водосбора 357 км². По водоразделу Сихотэ-Алиня на западе граничит с бассейном реки Бикин, а также имеет общие водоразделы с реками Кабанья (на севере) и Пея (на юге).
Высота устья — 150 м над уровнем моря.

## Рельеф
На площади водосбора Дагды распространён низкогорный и среднегорный рельеф. Высшая точка в бассейне реки — гора Чудная (1432 м над ур. моря). Кроме того, значительные высоты (до 1259 м) и расчленённый рельеф наблюдаются на водоразделе с Кабаньей. С юга высоты значительно меньше, водораздел с рекой Пеей проходит по базальтовому Зевинскому плато.
Значительная площадь в бассейне реки занята ровными или слабонаклонными поверхностями базальтовых плато. На большем своём протяжении долина Дагды глубоко врезана и имеет трапециевидное сечение, с крутыми склонами и относительно узкой долиной, расширяющейся лишь в нижнем течении. Такого же типа и большинство её притоков, берущих начало на поверхности плато.

## Природа
Большая часть водосбора реки Дагды занята хвойными елово-пихтовыми и лиственничными лесами. Смешанный лес произрастает лишь по долинам и южным склонам в низкогорье. На поверхности плато и пологих склонах первичные леса подверглись вырубке. По гребням водоразделов распространены заросли кедрового стланика. Склоны гор выше 1200 м заняты горной тундрой. На крутых склонах и уступах плато встречаются курумы.

## История освоения
В начале XXI века в бассейне реки велись массовые заготовки древесины. По плато и водоразделам проложена сеть лесовозных дорог и усов. Геологоразведкой были обнаружены золоторудные месторождения (Приморское, уч. Глиняный и др.), на которых велись открытые горные работы. Древесина и руда вывозится в порт Светлая по грунтовым дорогам. По водоразделу Дагды, огибая её исток, проложена автодорога, соединяющая Терней с сёлами крайнего северо-востока района. В истоке Дагды находится самый высокий перевал в Приморском крае — ок. 1100 м.

## Притоки (км от устья)
Расстояния подсчитаны по спутниковым снимкам Wikimapia с учётом изгибов русла реки.
- 0 км: исток
- 6,4 км: кл. Ермилов (пр)
- 9,6 км: кл. Устинов (лв)
- 11,2 км: кл. Калёный (лв)
- 13,2 км: кл. Ландышевый (лв)
- 19,4 км: кл. Филатов (лв)
- 21,5 км: кл. Ястребиный (лв)
- 25,1 км: кл. Борисов (лв)
- 27,9 км: кл. Ефремов (пр)
- 28,7 км: кл. Свободный (пр)
- 29,7 км: кл. Глиняный (лв)
- 35,7 км: кл. Крепостной (лв)
- 42,5 км: устье